# Vinita Terrace
Vinita Terrace és una població dels Estats Units a l'estat de Missouri. Segons el cens del 2000 tenia 292 habitants.

## Demografia
Segons el cens del 2000, Vinita Terrace tenia 292 habitants, 117 habitatges, i 85 famílies. La densitat de població era de 1.879 habitants per km².
Dels 117 habitatges en un 29,1% hi vivien nens de menys de 18 anys, en un 47,9% hi vivien parelles casades, en un 21,4% dones solteres, i en un 26,5% no eren unitats familiars. En el 23,1% dels habitatges hi vivien persones soles el 6% de les quals corresponia a persones de 65 anys o més que vivien soles. El nombre mitjà de persones vivint en cada habitatge era de 2,5 i el nombre mitjà de persones que vivien en cada família era de 2,93.
Per edats la població es repartia de la següent manera: un 22,9% tenia menys de 18 anys, un 7,5% entre 18 i 24, un 26% entre 25 i 44, un 30,5% de 45 a 60 i un 13% 65 anys o més.
L'edat mediana era de 42 anys. Per cada 100 dones de 18 o més anys hi havia 82,9 homes.
La renda mediana per habitatge era de 46.250 $ i la renda mediana per família de 56.250 $. Els homes tenien una renda mediana de 47.500 $ mentre que les dones 28.125 $. La renda per capita de la població era de 23.752 $. Entorn del 5% de les famílies i el 7,9% de la població estaven per davall del llindar de pobresa.

## Poblacions més properes
El següent diagrama mostra les poblacions més properes.